# Pia Locatelli
Pour les articles homonymes, voir Locatelli.
Pia Elda Locatelli (née le 13 août 1949 à Villa d'Almè, dans la province de Bergame, en Lombardie) est une personnalité politique italienne, présidente du Parti socialiste (2008) et députée européenne depuis 2004 (élue sur la liste de L'Olivier).
Elle est présidente de la fondation A. J. Zaninoni (cf. liens).